# 압해초등학교 고이분교
압해초등학교 고이분교는 대한민국 전라남도 신안군에 있었던 공립 초등학교이다.

## 학교 연혁
- 1939년 4월 1일 고이도공립심상소학교 설립 인가
- 1939년 4월 2일 고이도공립심상소학교 개교
- 1941년 4월 1일 고이도공립국민학교 개칭
- 일자미상 고이국민학교 개칭
- 1967년 4월 1일 도서벽지학교 '을'급 지정
- 1986년 1월 1일 도서벽지학교 '다'급 지정
- 1992년 3월 1일 매화국민학교 마산분교장 편입
- 1993년 9월 1일 압해국민학교 고이분교장 격하 편입, 마산분교장 이관
- 1996년 3월 1일 압해초등학교 고이분교 개칭
- 2001년 1월 1일 도서벽지학교 '나'급 조정
- 2011년 3월 1일 도서벽지학교 '다'급 조정
- 2018년 9월 1일 폐교 및 압해초등학교 통폐합[1]

## 참고 자료
- 압해초등학교고이분교장 - 한국교육학술정보원 학교알리미